# 二乙基羟胺
二乙基羟胺（DEHA）是一种有机化合物，化学式为(C2H5)2NOH。它是无色液体，易溶于水，可溶于乙醇、乙醚等有机溶剂。它可由三乙胺和过氧化氢为原料制备。